# 野島咲良
野島 咲良（のじま さくら、1999年4月25日 - ）は、大阪府出身の女子サッカー選手。ポジションはフォワード、ミッドフィールダー。イラワラ・スティングレイズFC所属。セレッソ大阪堺レディース（現セレッソ大阪ヤンマーレディース）3期生。

## 来歴

### クラブ
入団セレクションに合格し、現在のセレッソ大阪堺レディース(現在のセレッソ大阪ヤンマーレディース)に中学1年より入団。
リーグ戦で113試合に出場、23得点を決めた。
2021年に新設されるWEリーグに参戦するノジマステラ神奈川相模原に移籍。2023年3月、海外移籍のためにノジマステラ神奈川相模原を退団した。

### 代表
2016年9月に、U-17女子ワールドカップに臨むU-17日本代表に選出された。大会では3試合に出場、グループステージ・パラグアイ戦では、前半だけでハットトリックを決めた。

## タイトル

### クラブ
- セレッソ大阪堺ガールズ
  - JFA 全日本U-18女子サッカー選手権大会:2回 (2015年、2016年)
- セレッソ大阪堺レディース
  - プレナスチャレンジリーグWEST: 1回 (2015)
  - なでしこリーグカップ2部: 2回 (2017年、2019年)

## 個人成績
| 国内大会個人成績 | 国内大会個人成績 | 国内大会個人成績 | 国内大会個人成績 | 国内大会個人成績 | 国内大会個人成績 | 国内大会個人成績 | 国内大会個人成績 | 国内大会個人成績 | 国内大会個人成績 | 国内大会個人成績 | 国内大会個人成績 |
| 年度             | クラブ           | 背番号           | リーグ           | リーグ戦         | リーグ戦         | リーグ杯         | リーグ杯         | オープン杯       | オープン杯       | 期間通算         | 期間通算         |
| 年度             | クラブ           | 背番号           | リーグ           | 出場             | 得点             | 出場             | 得点             | 出場             | 得点             | 出場             | 得点             |
| 日本             | 日本             | 日本             | 日本             | リーグ戦         | リーグ戦         | リーグ杯         | リーグ杯         | 皇后杯           | 皇后杯           | 期間通算         | 期間通算         |
| ---------------- | ---------------- | ---------------- | ---------------- | ---------------- | ---------------- | ---------------- | ---------------- | ---------------- | ---------------- | ---------------- | ---------------- |
| 2021-22          | 相模原           | 13               | WE               | 6                | 0                | -                | -                |                  |                  |                  |                  |
| 2022-23          | 相模原           | 13               | WE               | 0                | 0                | 0                | 0                |                  |                  |                  |                  |
| 通算             | 日本             | 日本             | WE               | 6                | 0                | 0                | 0                |                  |                  |                  |                  |
| 総通算           | 総通算           | 総通算           | 総通算           | 6                | 0                | 0                | 0                |                  |                  |                  |                  |

## 代表歴
- U-17日本代表
  - 2016 FIFA U-17女子ワールドカップ; 準優勝（3試合3得点）